# Jacob Gijsbertus Samuël van Breda
Jacob Gijsbertus Samuël van Breda (Delft, 24 de octubre de 1788 — Haarlem, 2 de septiembre de 1867) fue un biólogo, naturalista y geólogo neerlaandés.
Jacob era hijo de Jacob van Breda, un médico, físico y político, y de Anna Elsenera van Campen; que fallecerá cuando tenía dos años. Estudiaba medicina y física en la Universidad de Leiden, obteniendo su grado en medicina y en filosofía en 1811, para luego trasladarse a París. En 1816 es profesor de botánica, química y farmacia en la Universidad de Franeker. En ese periodo se beneficia de novedosas condiciones de pacificación europea, visitando lugares de interés científico, e.g. Alemanoa. En Franeker se hace íntimo de uno de los curadores, el influyente abogado holandés, administrador y político Squire Adriaan Gillis Camper, que era hijo del profesor de anatomía Petrus Camper.
El 9 de mayo de 1821 se casó en Klein Lankum con la tercera hija de Camper (dos hermanas) Frederika Theodora Ernestina Camper (1799-1834), que era una apasionada científica amateur que lo acompañaría en sus expediciones con Georges Cuvier en Francia y con Humphry Davy en Inglaterra; ella ilustraba los especímenes. Todos sus hijos fallecerían al poco tiempo de nacidos.
En 1822, Van Breda es profesor de botánica, zoología y anatomía comparada en la Universidad de Gante. Aquí sería director del Jardín botánico, y en 1825 da comienzo a su mayor obra botánica: Genera et Species Orchidearum et Asclepiadearum, en quince tomos describiendo los géneros de plantas de Indias Orientales Neerlandesas que le eran despachadas desde Batavia; pero debe abandonar ese proyecto y su cargo en 1830 debido a la Revolución belga. En 1825 escribe una biografía de su difunto suegro: Levens-schets van Adriaan Gilles Camper.
En 1831 Van Breda es profesor extraordinario de Zoología y de Geología en la Universidad de Leiden. Luego del deceso de su mujer el 15 de abril de 1834, se vuelve a casar en 1836 con C.M. Veeren.
En 1835 es profesor ordinario en Leiden. Como geólogo, Van Breda fue un seguidor del Uniformismo. En 1839 se muda a Haarlem donde es designado secretario de Hollandsche Maatschappij der Wetenschappen (Sociedad Holandesa de Ciencias) — teniendo la capacidad de lanzar más de 400 competiciones de experimentos — y director de ambos Palaeontológico & Mineralógico y el Gabinete Físico del Teylers Museum. En esa última función investigó en el campo del magnetismo y de la electricidad y también estudió muchos fósiles, entre ellos el espécimen de Haarlem del Archaeopteryx.
De 1852 a 1855 a las órdenes de Thorbecke fue presidente de una comisión preparatoria de la creación de la primera carta geológica de los Países Bajos; ya entre 1826 a 1830 había obtenido alguna experiencia en ese campo cuando realizó un mapa geológico de los Países Bajos de los Habsburgo (i.e. luego sería Bélgica). Sin embargo, este último proyecto fracasó.
En 1857 se retira de su cargo en Leiden y para 1864 de sus funciones en Haarlem, falleciendo de un infarto en 1867.
Van Breda tuvo una extensísima colección personal geológica y paleontológica, de alrededor de 1900 piezas, que en 1871 se vendió a la Universidad de Cambridge y al Museo de Historia Natural de Londres.

## Honores

### Eponimia
Zoología
- 1883: uno de sus fósiles se nombró en su honor, Megalosaurus bredai, siendo más tarde la especie tipo del dinosaurio Betasuchus

Botánica
- (Aizoaceae) Drosanthemum bredai L.Bolus[1]

## Abreviatura (zoología)
La abreviatura Breda  se emplea para indicar a Jacob Gijsbertus Samuël van Breda como autoridad en la descripción y taxonomía en zoología.